# Kranjci (Čabar)
Kranjci su pogranično naselje u Hrvatskoj u sastavu Grada Čabra. Nalaze se u Primorsko-goranskoj županiji. 

## Zemljopis
Zapadno i sjeverozapadno je Slovenija. Sjeverozapadno u Sloveniji je Babno Polje, sjeverno u Hrvatskoj je Prezid, istočno je Prezid te Slovenija i naselje Novi Kot, jugoistočno su Bazli, Kozji Vrh, Lautari i Gorači.

## Stanovništvo
| broj stanovnika | 97    | 91    | 66    | 93    | 96    | 86    | 68    | 102   | 37    | 56    | 59    | 42    | 38    | 21    | 10    | 4     | 3     |
|                 | 1857. | 1869. | 1880. | 1890. | 1900. | 1910. | 1921. | 1931. | 1948. | 1953. | 1961. | 1971. | 1981. | 1991. | 2001. | 2011. | 2021. |